# Velarifictorus vittifrons
Velarifictorus vittifrons är en insektsart som först beskrevs av Sjöstedt 1917.  Velarifictorus vittifrons ingår i släktet Velarifictorus och familjen syrsor. Inga underarter finns listade i Catalogue of Life.